# Kombretastatyny
Kombretastatyny – pochodne stilbenu występujące w drzewie Combretum caffrum (Eckl. & Zeyh.) Kuntze, (stąd nazwa związków), zwanym też "wierzba afrykańska", rosnącym we wschodniej części przylądka południowoafrykańskiego. Posiadają one 3 wspólne cechy strukturalne: pierścień A z 3 grupami metoksylowymi, pierścień B często z grupami podstawionymi w pozycjach 3' i 4' oraz między nimi mostek etanowy jak w R-(-)-kombretastatynie lub etenowy, (który zapewnia potrzebną sztywność struktury).
| Nazwy | Wzór | Masa cząsteczkowa | Numer CAS   | Numer PubChem |
| Kombretastatyna A-1 3-metoksy-6-[(E)-2-(3,4,5-trimetoksyfenylo)etenylo]benzeno-1,2-diol                               |      | 332,13            | 109971-63-3 | 6078282       |
| Kombretastatyna A-4 (używany bywa skrót CA-4 lub CA4) 3-metoksy-6-[(Z)-2-(3,4,5-trimetoksyfenylo)etenylo]benzeno-2-ol |      | 316,35            |             |               |
| (R)-(-)-Kombretastatyna 5-[(2R)-2-hydroks-2-(3,4,5-trimetoksyfenylo)etylo]-2-metoksyfenol                             |      | 334,14            | 82855-09-2  | 9895264       |

Charakterystyczne dla związków z mostkiem etenowym (kombestatyna A-1, A-4 and B-1) jest działanie przeciwnowotworowe, dokładniej antyangiogenne przez destabilizowanie tubuliny wskutek przyłączenia do jej podjednostki β, co wywołuje apoptozę namnażających się komórek śródbłonka oraz cytotoksyczne. Spośród związków występujących w naturze najsilniej wiążącą do tubuliny i cytotoksyczną wydaje się być cis-kombrestatyna A-4 (tj. izomer Z), ale silnie cytotoksycznie działa też A-1. Stwierdzono, że cząsteczki podstawione w pozycji 3' grupą aminową i hydroksylową są bardzo aktywne, a w pozycji 4' grupą hydroksylowa albo metoksylową także cytotoksyczne.
Obecnie trwają badania III fazy klinicznej fosforanu kombretastatyny A-4 (CA-4-P) w połączeniu innymi cytostatykami w leczeniu różnych nowotworów, (np. anaplastycznego raka tarczycy z karboplatyną w porównaniu do paklitakselu z karboplatyną).